# Choerodon anchorago
Choerodon anchorago е вид лъчеперка от семейство Labridae.

## Разпространение
Видът е разпространен в Австралия, Вануату, Индия, Индонезия, Китай, Малайзия, Мианмар, Микронезия, Ниуе, Нова Каледония, Палау, Папуа Нова Гвинея, Провинции в КНР, Сингапур, Соломонови острови, Тайван, Тонга, Филипини, Шри Ланка и Япония.